# Isola di Fondra
Isola di Fondra ist eine italienische Gemeinde (comune) mit 172 Einwohnern (Stand 31. Dezember 2023) in der Provinz Bergamo, Region Lombardei.

## Geographie
Isola di Fondra liegt 30 km nördlich der Provinzhauptstadt Bergamo und 70 km nordöstlich der Metropole Mailand.
Die Nachbargemeinden sind Branzi, Moio de’ Calvi, Piazzatorre und Roncobello.

## Sehenswürdigkeiten
Die Pfarrkirche San Lorenzo wurde im Jahre 1432 erbaut und seitdem mehrfach restauriert.